# 1971年全米オープン (テニス)
1971年 全米オープン（1971ねんぜんべいオープン、US Open 1971）は、アメリカ・ニューヨーク市クイーンズ区フォレストヒルズにある「ウエストサイド・テニスクラブ」にて、1971年9月1日から12日にかけて開催された。

## 大会の流れ
- 男子シングルスは「128名」の選手による7回戦制で、女子シングルスは「64名」の選手による6回戦制で行われた。シード選手は男子・女子ともに8名。男女とも「1回戦不戦勝」（抽選表では“Bye”と表示）はない。
- コートのサーフェス（表面）は、芝生コートで実施された。

## シード選手

### 男子シングルス
1. ジョン・ニューカム　（1回戦）
2. スタン・スミス　（初優勝）
3. アーサー・アッシュ　（ベスト4）
4. トム・オッカー　（ベスト4）
5. マーティー・リーセン　（ベスト8）
6. クリフ・リッチー　（3回戦）
7. クラーク・グレーブナー　（ベスト8）
8. イリ・ナスターゼ　（3回戦）

### 女子シングルス
1. ビリー・ジーン・キング　（優勝、4年ぶり2度目）
2. ロージー・カザルス　（準優勝）
3. バージニア・ウェード　（大会開始前に棄権）
4. ケリー・メルビル　（ベスト4）
5. フランソワーズ・デュール　（3回戦）
6. ジュディ・テガート・ドールトン　（ベスト8）
7. ナンシー・グンター　（3回戦）
8. ジュリー・ヘルドマン　（3回戦）

## 大会経過

### 男子シングルス
準々決勝
- ヤン・コデシュ vs.  フランク・フローリング3世　6-0, 7-6, 6-3
- アーサー・アッシュ vs.  ジム・オズボーン　6-1, 6-2, 7-6
- トム・オッカー vs.  クラーク・グレーブナー　6-2, 6-3, 6-4
- スタン・スミス vs.  マーティー・リーセン　7-6, 6-2, 7-6

準決勝
- ヤン・コデシュ vs.  アーサー・アッシュ　7-6, 3-6, 4-6, 6-3, 6-4
- スタン・スミス vs.  トム・オッカー　7-6, 6-3, 3-6, 2-6, 6-3

### 女子シングルス
準々決勝
- ビリー・ジーン・キング vs.  ローラ・デュポン　6-3, 7-5
- クリス・エバート vs.  レスリー・ハント　4-6, 6-2, 6-3
- ケリー・メルビル vs.  ジュディ・テガート・ドールトン　6-3, 7-5
- ロージー・カザルス vs.  ジョイス・ウィリアムズ　6-4, 2-6, 6-4

準決勝
- ビリー・ジーン・キング vs.  クリス・エバート　6-3, 6-2
- ロージー・カザルス vs.  ケリー・メルビル　6-4, 6-3

## 決勝戦の結果
- 男子シングルス： スタン・スミス vs.  ヤン・コデシュ　3-6, 6-3, 6-2, 7-6
- 女子シングルス： ビリー・ジーン・キング vs.  ロージー・カザルス　6-4, 7-6
- 男子ダブルス： ジョン・ニューカム＆ ロジャー・テーラー vs.  スタン・スミス＆ エリック・バン・ディレン　6-7, 6-3, 7-6, 4-6, 7-6
- 女子ダブルス： ロージー・カザルス＆ ジュディ・テガート・ドールトン vs.  フランソワーズ・デュール＆ ゲイル・シェリフ　6-3, 6-3
- 混合ダブルス： オーウェン・デビッドソン＆ ビリー・ジーン・キング vs.  ボブ・モード＆ ベティ・ストーブ　6-3, 7-5

## みどころ
- 男子シングルス1回戦で、第1シードのジョン・ニューカムが 6-2, 6-7, 6-7, 3-6 で敗退した。第1シードの初戦敗退は、全米オープンでは大会史上初の珍事だった。対戦相手のヤン・コデシュは全仏オープンで1970年・1971年に2連覇を達成したが、この全米オープンでは（シード選手が8名のみだったこともあり）ノーシード選手だった。コデシュは決勝でスタン・スミスに敗れ、全仏に続く4大大会年間2冠を逃した。
- この大会では、全米オープン初出場の坂井利郎が3回戦に進出した。坂井は1回戦でビタス・ゲルレイティス（アメリカ）、2回戦でロス・ケース（オーストラリア）を破った後、3回戦で第4シードのトム・オッカーに 1-6, 1-6, 1-6 で敗れた。日本人男子選手による全米3回戦進出は、1954年の加茂公成以来17年ぶりであった。